# CLS Group
CLS Group (originariamente Continuous Linked Settlement) è un ente finanziario specializzato statunitense che offre servizi di regolamento nel mercato valutario ai suoi clienti.
L'esistenza di questo ente è volta ad eliminare il rischio di regolamento delle operazioni di cambio (anche chiamato rischio "Herstatt"), rischio derivante dalla natura decentralizzata di questo tipo di operazioni.
L'ente è operativo dal settembre 2002 tramite CLS Bank International, un istituto finanziario fondato nel 1997 e che dal 2015 (con l'ingresso del fiorino ungherese) gestisce le 18 seguenti valute:
| Paese         | Simbolo | Valuta                  | Anno d'ingresso |
| ------------- | ------- | ----------------------- | --------------- |
| Australia     | AUD     | Dollaro australiano     | 2002            |
| Canada        | CAD     | Dollaro canadese        | 2002            |
| Corea del Sud | KRW     | Won coreano             | 2004            |
| Danimarca     | DKK     | Corona danese           | 2003            |
| Giappone      | JPY     | Yen                     | 2002            |
| Hong Kong     | HKD     | Dollaro di Hong Kong    | 2004            |
| Israele       | ILS     | Nuovo shekel israeliano | 2008            |
| Messico       | MXN     | Peso messicano          | 2008            |
| Norvegia      | NOK     | Corona norvegese        | 2003            |
| Nuova Zelanda | NZD     | Dollaro neozelandese    | 2004            |
| Regno Unito   | GBP     | Sterlina britannica     | 2002            |
| Singapore     | SGD     | Dollaro di Singapore    | 2003            |
| Sudafrica     | ZAR     | Rand sudafricano        | 2004            |
| Stati Uniti   | USD     | Dollaro statunitense    | 2002            |
| Svezia        | SEK     | Corona svedese          | 2003            |
| Svizzera      | CHF     | Franco svizzero         | 2002            |
| Ungheria      | HUF     | Fiorino ungherese       | 2015            |
| Zona Euro     | EUR     | Euro                    | 2002            |